# Party in the U.S.A.
A Party in the U.S.A. Miley Cyrus első kislemeze a The Time of Our Lives (EP) albumról. A lemezen szereplő dalokat Dr. Luke, Claude Kelly és Jessica Cornish írta. Leginkább pop-rock stílus a jellemzője. A dal szövege, hogy Cyrus indul Nashville-ből Los Angeles-be.
A dal első lett a U.S. Billboard Mainstream Top 40 (Pop Songs)-ba és a digitális listán, második a Billboard Hot 100-on, a top10-ben maradt 16 héten át. Bekerült az első öt be a kanadai, a japán, az ír és az új-zélandi listán. Még bekerült az első 10-be az osztrák, a magyar, a francia listán. Az első 20-ba az európai, a norvégiai, a svéd és a brit kislemezlistán. A dal nagy kereskedelmi siker.
A klipet a Grease című film inspirálta és Chris Applebaum rendezte, 2009. szeptember 26-án adták ki. Miley előadta több helyszínen is köztük első önálló nemzetközi turnéján a Wonder World Tour-on. A Rolling Stone című magazinban 2009-ben beválasztották a 25 legjobb dal közé, ahol 4. lett.

## Dalok listája
- Australian single

1. "Party In the U.S.A." - 3:21

- UK CD single

1. "Party In the U.S.A." - 3:21
2. "Party In the U.S.A." (Wideboys Full Club) - 5:45

- Australian/UK digital EP

1. "Party In the U.S.A." - 3:21
2. "Party In the U.S.A." (Wideboys Full Club) - 5:45
3. "Party In the U.S.A." (Cahill Club Mix) - 5:24

- Australian remixes

1. "Party In the U.S.A." (Cahill Remix) - 3:08
2. "Party In the U.S.A." (Cosmo Remix) - 3:22
3. "Party In the U.S.A." (JWeezy Remix) - 3:11
4. "Party In the U.S.A." (Wideboys Remix) - 3:11
5. "Party In the U.S.A." (JWeezy Urban Fix) - 3:24

## Helyezések
| Slágerlista (2009)                     | Legmagasabb helyezés |
| -------------------------------------- | -------------------- |
| Ausztrália (ARIA)                      | 6                    |
| Ausztria (Ö3 Austria Top 40)           | 30                   |
| Belgium (Ultratop 50 Wallonia)         | 18                   |
| Dánia (Tracklisten Top 40)             | 23                   |
| Kanada (Canadian Hot 100)              | 3                    |
| Európa (European Hot 100 Singles)      | 17                   |
| Franciaország (Single Top 100)         | 6                    |
| Magyarország (Hungarian Singles Chart) | 6                    |
| Ír slágerlista                         | 5                    |
| Japán (Billboard Japan Hot 100)        | 4                    |
| Új-Zéland (Recorded Music NZ)          | 3                    |
| Svédország (Sverigetopplistan)         | 22                   |
| Svájc (Schweizer Hitparade)            | 41                   |
| Egyesült Királyság (UK Singles Chart)  | 11                   |
| US Billboard Hot 100                   | 2                    |
| US Mainstream Top 40 (Billboard)       | 1                    |

| Slágerlista (2009)                 | Legmagasabb helyezés |
| ---------------------------------- | -------------------- |
| U.S. Billboard Hot Digital Song    | 12                   |
| U.S. Billboard Hot Mainstream Song | 25                   |
| U.S. Billboard Hot 100             | 29                   |

## Kiadások
| Régió              | Dátum               | Formátum                     |
| ------------------ | ------------------- | ---------------------------- |
| USA                | 2009. augusztus 4.  | rádió                        |
| Ausztrália         | 2009. augusztus 11. | digitális letöltés           |
| Kanada             | 2009. augusztus 11. | digitális letöltés           |
| Franciaország      | 2009. augusztus 11. | digitális letöltés           |
| Görögország        | 2009. augusztus 11. | digitális letöltés           |
| Új-Zéland          | 2009. augusztus 11. | digitális letöltés           |
| USA                | 2009. augusztus 11. | digitális letöltés           |
| Románia            | 2009. november 21.  | digitális letöltés           |
| Egyesült Királyság | 2009. október 26.   | digitális letöltés, CD-lemez |